# Ramón Collazo
Ramón Collazo Patalagoiti (Montevideo, 25 de enero de 1901 – Ib., 16 de julio de 1981), apodado El Loro Collazo, fue un pianista y compositor uruguayo dedicado al género del tango, autor de la música de éxitos como Pato, Araca París, Mama yo quiero un novio y Agua florida.

## Carrera profesional

### La Troupe ateniense
Formó parte del grupo conocido como la Troupe ateniense, una asociación que se formó en 1922, por mano de un grupo de estudiantes universitarios de derecho, y actuó hasta 1930. Su nombre no se refiere a la Grecia antigua, sino al Club Atenas, un famoso equipo de baloncesto montevideano del que algunos de los integrantes del grupo formaban parte. Los espectáculos de la Troupe ateniense que se solían estrenar en primavera, estaban compuestos de breves escenas cómicas y partes musicales. El carácter de las mismas era abiertamente paródico, ironizando a menudo sobre personas o eventos de moda y adoptando el travestismo (los atenienses eran todos hombres). Los atenienses tuvieron mucho éxito en Montevideo e incluso llegaron a actuar triunfalmente en distintas ocasiones en Buenos Aires.
Otros integrantes de la Troupe eran Roberto Fontaina, su director; Víctor Soliño, Alberto Vila, su hermano Juan Antonio Collazo, entre otros. En 1923 una escisión finalizó amigablemente y el 21 de septiembre de 1923, la Troupe Jurídica Ateniense –tal el nombre de los escindidos- debutó en el Teatro Urquiza, ubicado en Mercedes y Andes, con las entradas agotadas. La obra era Tut Ankh Amon y contaba las andanzas del Faraón por Uruguay. Entre quienes colaboraron estaba el escultor Ramón Bauzá, autor del monumento al poeta Bartolomé Hidalgo ubicado en el Pasaje Hermanos Ruiz esquina avenida Agraciada, que para un cuadro que transcurría en la Plaza Independencia reprodujo estupendamente, en papel maché la estatua de Artigas. En este cuadro había un diálogo entre el prócer y el caballo, mientras desfilaban todos los personajes del ambiente político, artístico y social de Montevideo que habían sido el foco de la atención de la población ese año.

### Compositor y pianista
Su primera obra fue el tango Bolita (1923); más adelante vinieron éxitos como Pato (1928), el tango cuya letra también le pertenece del cual Rosita Quiroga -a quien le dedicara el tema con la leyenda "A Rosita Quiroga, la Reina del Tango"- hizo una creación y que grabó Carlos Gardel en España al igual que Araca París, con letra de Carlos Lenzi, Mama yo quiero un novio con letra de Fontaina, que tuvo difusión mundial y Agua florida, con versos del poeta Fernán Silva Valdés en cuya interpretación se lució Alberto Vila.
Otras composiciones fueron Adiós, Adiós mi barrio, en homenaje a El Bajo y al Barrio Sur, Hombrecito, Montevideo, No quiero, Picaflor, Saber vivir, Venganza, Vieja loca y el fox-trot Si lo supiera mamá.
Creó y dirigió la Troupe Oxford y con su propia orquesta Collazo grabó en discos Odeon y, además, publicó en 1967 su libro Historias del bajo.
Desde 1985 el Teatro de Verano ubicado en el Parque Rodó de Montevideo lleva su nombre en su homenaje.